# El demà no mor mai
El demà no mor mai (títol original en anglès Tomorrow Never Dies) és una pel·lícula de la sèrie James Bond, dirigida per Roger Spottiswoode, estrenada el 1997 i doblada al català. Els llocs de l'acció es desenvolupen a Llac de Jökulsárlón Islàndia, Marcat negre d'armes, frontera sud de Rússia, Hamburg, Alemanya, mar de la Xina Meridional i Saigon (Vietnam).

## Argument
En aquesta pel·lícula, Bond ha d'enfrontar-se a Elliot Carver, un magnat de la premsa mundial, la principal eina de comunicació del qual és el seu diari Tomorrow , editat a diversos continents sota títols diferents (Demain  i Morgen , per exemple). Carver pensa posar en marxa una guerra entre el Regne Unit i la República Popular de la Xina, que portaria a un conflicte nuclear mundial. 007 és secundat per Wai Lin, una empleada dels serveis d'informació xinesos.

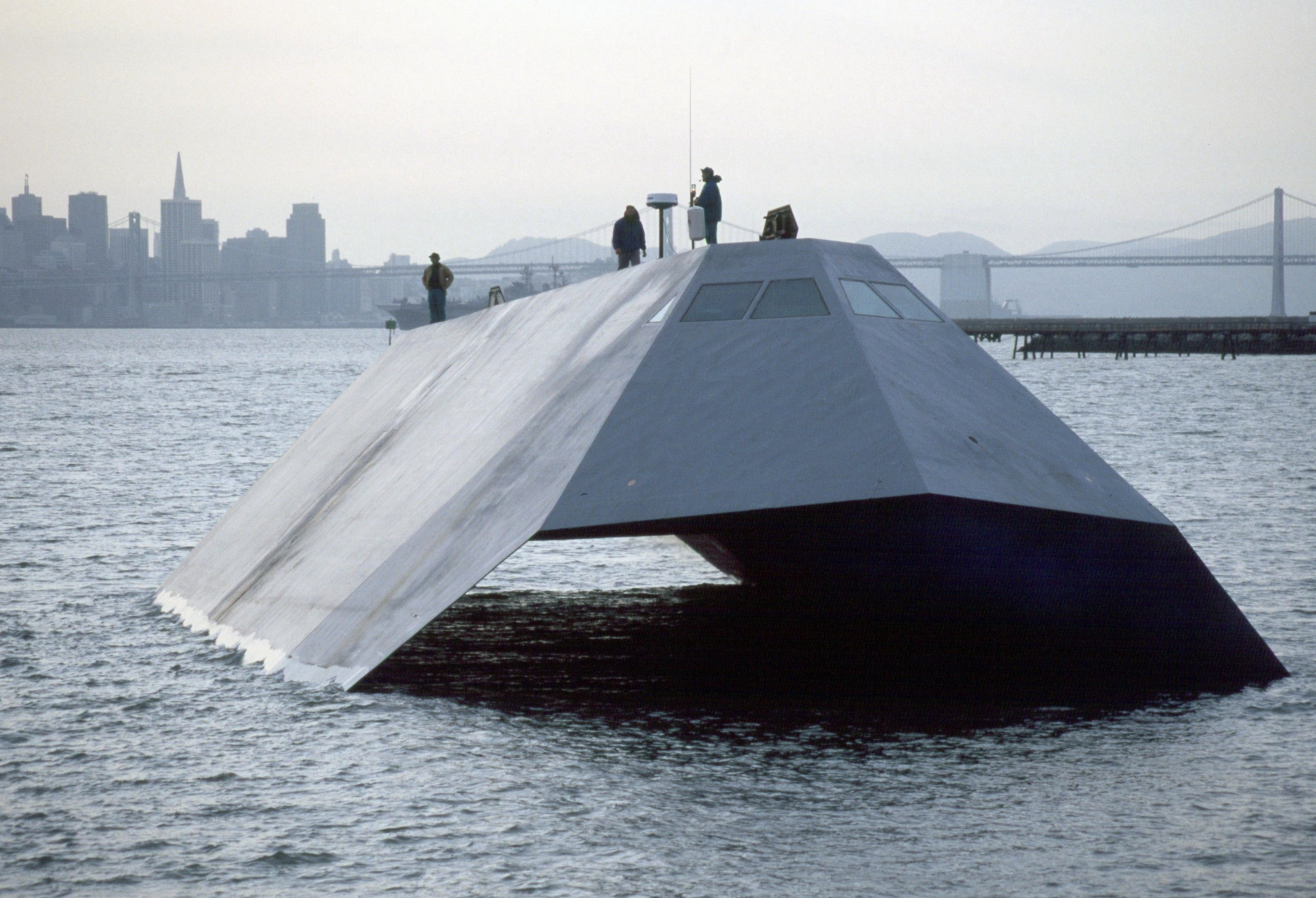
El vaixell furtiu de Carver és una còpia més gran i més acabada del Sea Shadow.

L'acció comença amb el torpedinament d'un vaixell britànic, el Devonshire, en plena mar de la Xina Meridional. Dos caces xinesos sobrevolen el vaixell, acusant-lo d'haver penetrat a aigües xineses, cosa que desmenteix la tripulació britànica, el satèl·lit de posicionament els situa navegant sempre en aigües internacionals.
Un naviu furtiu s'apropa al vaixell britànic i el torpedina amb una perforadora. Al mateix temps, la tripulació del vaixell furtiu destrueix un dels dos caces xinesos. El Devonshire s'enfonsa i els supervivents són assassinats pels marins del vaixell furtiu, davant de les càmeres.
Així, els britànics, covençuts que la destrucció del seu vaixell és deguda als xinesos, amenacen el país i el temor d'un conflicte nuclear és posat en relleu per les publicacions del CMGN.
Diversos elements posen en dubte la culpabilitat de la Xina en l'assassinat dels marins del Devonshire  (com el fet que el CMGN difongués l'anunci de les seves morts abans que els cossos fossin trobats). Els serveis secrets britànics encarreguen llavors James Bond acostar-se al CMGN i M l'envia a Hamburg, a recontactar una de les seves nombroses conquestes, Paris, que resulta ser la dona actual d'Elliot Carver.
Fent-se passar per un banquer, Bond penetra a la seu del CMGN, que celebra la inauguració de la seva xarxa de satèl·lits. Hi troba Elliot Carver i la seva dona Paris. La persuadeix llavors de trair Carver i revelar-li les informacions que el concerneixen. Hi troba també Wai Lin, que fingeix ser periodista. Però Carver desemmascara Bond i fa executar París.
Bond ha trobat tanmateix el distorsionador de satèl·lits robat als americans (en la primera escena per Gupta, un terrorista) que ha permès a Carver d'indicar al Devonshire falses coordenades marítimes i així despertar les sospites xineses.
Wai Lin, en realitat un agent d'informació xineses, fa equip amb Bond, després d'haver escapat als homes de Carver. Es cabussen dins de les restes del Devonshire  i descobreix que els homes de Carver hi han robat un míssil de creuer. Tanmateix, Stamper els troba, els captura i els porta a Carver, als seus despatxos situats en un gratacel de Saigon. Bond i Lin escapen a Carver i es posen a buscar la badia on és ancorat el seu vaixell furtiu.
La crisi és al punt de paroxisme i la flota britànica ha arribat a la costa xinesa: la guerra sembla inevitable. Salt i Lli troben llavors el vaixell furtiu i hi posen mines. De tota manera, Carver els localitza i ordena a Stamper de capturar-los i de desenganxar les mines. És cosa feta i Lin és capturada, mentre que Bond passa per mort.
Wai Lin descobreix que el General Chang està associat a Carver en aquest complot.
Sobre el pont del seu vaixell furtiu, Carver revela el seu pla: preveu enviar el míssil de creuer robat sobre Pequín, matant així els membres del govern xinès i permetent al general Chang prendre el poder. A canvi d'aquesta ajuda, Chang ha promès a Carver l'exclusiva de les transmissions xineses els 50 anys següents. Però Bond reapareix i apunta Gupta, encarregat d'enviar el míssil. Carver apunta llavors la seva arma cap a Lin i demana a Gupta si el míssil està a punt. «Només cal pitjar el botó, respon Gupta», «Eh bé, Sr. Gupta, tinc por que no sobreviviu al vostre contracte, li contesta Carver», abans de matar-lo.
Bond activa llavors una explosió i el casc del vaixell furtiu és perforada i perd la seva furtivitat, les flotes xineses i britànics el localitzen. Després de posar-se d'acord amb els xinesos, els britànics obren el foc contra el vaixell. Lin arriba a escapar-se de Carver i saboteja la sala de màquines mentre que Bond continua malmetent el vaixell. Carver posa en marxa el míssil i amenaça Bond amb la seva arma.
Bond, recolzat a una consola i amenaçat pel revòlver der Carver, arma discretament la perforadora que hi ha darrere d'ell. Quan Carver es gira, Bond li arrenca el seu revòlver. La perforadora surt disparada a tota velocitat cap a ells. Bond diu llavors aquests paraules «Ha oblidat la primera regla dels mitjans de comunicació, Elliot, donar a les masses el que demanen!». Empeny llavors Elliot contra la consola i aquest acaba a trossos, molt pels rotors de la perforadora.
Bond s'apropa llavors al míssil per intentar desactivar-lo. Veu aleshores Stamper, que ha encadenat Lin i la submergeix a les aigües del mar de la Xina. Bond col·loca els detonadors explosius contra les toveres de la llançadora del míssil i intenta ajudar Lin. És aturat per Stamper i els dos es barallen sobre la plataforma de llançament. Bond arriba a acorralar Stamper sota les toveres del míssil. De tota manera, agafa Bond i li fa notar que moriran tots dos. Bond es desfà de les mans de Stamper, es capbussa dins de l'aigua, mentre que el míssil explota, enduent-se amb ell Stamper i el vaixell furtiu del CMGN. Bond, a l'aigua, allibera Wai Lin. La crisi és resolta i Wai Lin i James es retroben a les restes del vaixell furtiu.
Al Regne Unit, per cobrir la mort d'Elliot Carver, M demanda a Moneypenney d'informar la premsa que s'ha suïcidat en una estada amb el seu iot de luxe a la mar de la Xina.

## Repartiment
- Pierce Brosnan: James Bond
- Michelle Yeoh: Wai Lin
- Jonathan Pryce: Elliot Carver
- Teri Hatcher: Paris Carver
- Judi Dench: M
- Desmond Llewelyn: Q
- Samantha Bond: Miss Moneypenny
- Joe Don Baker: Jack Wade
- Vincent Schiavelli: Dr. Kaufman
- Götz Otto: Stamper

## Llocs de rodatge[3]
| Alta Garona (França): Banhèras de Luishon Alts Pirineus (França): Ferrère Loudenvielle (Col de Peyresourde – primeres escenes) Peyragudes (primeres escenes) Bangkok (Tailàndia) Província de Phang Nga (Tailàndia) Ko Tapu, Phang Nga Bay (illa James Bond) illa Koh-Ping-Gan Província de Phuket (Tailàndia) Phuket (escenes de la badia de Hạ Long, Vietnam) | Anglaterra: Borehamwood (Estudis d'Elstree) Londres Estudis Pinewood Oxford (universitat d'Oxford) Hamburg (Alemanya): Exteriors de l'hotel Atlantic Aeroport d'Hamburg Florida (Estats Units) Baixa Califòrnia (Mèxic) Estudis Fox Baja |

## Banda sonora
La música va ser composta per David Arnold, excepte els temes en què s'especifica.
1. "Tomorrow Never Dies" – Sheryl Crow (5:17)
2. "White Knight" (8:30)
3. "The Sinking of the Devonshire" (7:07)
4. "Company Car" (3:08)
5. "Station Break" (3:30)
6. "Paris and Bond" (1:55)
7. "The Last Goodbye" (1:34)
8. "Hamburg Break In" (2:52)
9. "Hamburg Break Out" (1:26)
10. "Doctor Kaufman" (2:26)
11. "*-3-Send" (1:17)
12. "Underwater Discovery" (3:37)
13. "Backseat Driver" – Propellerheads (4:37)
14. "Surrender" – k.d. lang (David Arnold, Don Black) (3:56)
15. "James Bond Theme" – Moby (3:12)

## Producció
Els guinonistes inicials eren John Cork, Richard Smith i el novel·lista Donald E. Westlake. El 1995 Westlake va escriure dues històries en col·laboració amb Wilson i ambdues històries mostraven un vilà que planificava destruir Hong Kong amb explosius a la vespra del juliol de 1997 durant la transferència de la sobirania a la Xina.
El guió rebé censura per part del representant del Departament de Defensa dels Estats Units, fent que s'eliminara una línia en la que un personatge de la CIA deia que si James Bond botava a les aigües vietnamites esclataria una guerra i que potser eixa vegada guanyarien.